# Janez Sedej
Janez Sedej, slovenski slikar, * 2. december 1910, Dobračeva, † 21. april 1985, Žiri. 

## Življenje in delo
Rodil se je očetu mlekarju Maksu in klekljarici Magdaleni (roj. Erznožnik).
Bil je slikar samouk. Po poklicu čevljar, se je zaposlil v domači tovarni Alpina, kjer je delal do upokojitve leta 1960. 
Ob bratovem šolanju se je Janez zanimal za slikarstvo, do leta 1955 je kopiral Corota, Loraina, Böcklina idr., od 1957 naprej je na bratovo pobudo samostojno slikal. Postal je nekak duhovni vodja skupine čevljarjev-umetnikov. 
Slikal je krajine, zlasti motive domače vasi in njene okolice. Slikal je z oljem, po spominu in doživetju naravne podobe. Razstavljal je v Škofji Loki, na Jesenicah, v Kranju, Logatcu, Tržiču, Vrhniki in Žireh ter v Švici v Baslu.
Dva dni po smrti je bil pokopan na sosednji njivi, na katero je zrl že od otroških let. Mogoče je tudi tu treba iskati vzrok za njegov drugačen, samosvoj in posebno oblikovan značaj.